# Enrico Mammarella
Enrico Mammarella (Pescara, 29 giugno 1973) è un pallanuotista e allenatore di pallanuoto italiano.

## Carriera
Debutta in Serie A1 a quindici anni nel Pescara, dove conquista  due scudetti, quattro Coppe Italia, tre Coppe delle Coppe, una Supercoppa Europea e una Coppa LEN, oltre a disputare due finali scudetto ed una in Coppa delle Coppe, Coppa Len e Coppa dei Campioni. Nel 2000 viene ingaggiato dalla Roma e dopo un anno ritorna al Pescara. Al Brescia raggiunge una finale e conquista una Coppa Italia oltre a diventare vicecampione d'Italia, mentre al Mestrina conquista la promozione dalla Serie C alla Serie B. 
Con la nazionale maggiore ha disputato 110 gare. Ha vinto l'oro alle Universiadi, il bronzo agli Europei e l'argento in Coppa del Mondo, mentre con la nazionale juniores e con quella militare si è laureato campione del mondo.